# Dorże (rejon lidzki)
Dorże (biał. Даржы, Darży; ros. Доржи, Dorży) – wieś na Białorusi, w obwodzie grodzieńskim, w rejonie lidzkim, w sielsowiecie Honczary, w pobliżu ujścia Lidziei do Dzitwy i przy drodze magistralnej M11.
W pobliżu znajduje się przystanek kolejowy Dzitwa, położony na linii Baranowicze – Lida.

## Historia
W XIX i w początkach XX w. położone były w Rosji, w guberni wileńskiej, w powiecie lidzkim.
W dwudziestoleciu międzywojennym leżały w Polsce, w województwie nowogródzkim, w powiecie lidzkim, do 11 kwietnia 1929 w gminie Honczary, następnie w gminie Lida. W 1921 miejscowość liczyła 76 mieszkańców, zamieszkałych w 14 budynkach, wyłącznie Polaków. 45 mieszkańców było wyznania prawosławnego i 31 rzymskokatolickiego.
Po II wojnie światowej w granicach Związku Sowieckiego. Od 1991 w niepodległej Białorusi.